# Колон, Хильдер
Хильдер Хобани Колон Альварес (исп. Hilder Jobany Colón Alvarez; родился 6 апреля 1989 года в Пуэрто-Кортес, Гондурас) — гондурасский футболист, защитник клуба «Хенесис». Участник Олимпийских игр в Лондоне.

## Клубная карьера
Колон начал карьеру в клубе «Реал Эспанья». В 2010 году он дебютировал в чемпионате Гондураса. В том же сезоне Колон стал чемпионом страны. 14 августа 2011 года в матче против «Некаксы» Хильдер забил свой первый гол за «Реал Эспанью». В 2014 году он перешёл в «Викторию». 4 августа в матче против «Платенсе» Колон дебютировал за новую команду.
В начале 2015 года в поисках игровой практики Колон перешёл в «Реал Сосьедад» из Токоа. 18 января в матче против «Марафона» он дебютировал за новый клуб.

## Международная карьера
Летом 2012 года Колон был включен в заявку национальной команды на поездку в Лондон на Олимпийские игры. На турнире он был запасным и на поле не вышел.